# ドリームメーカー
『ドリームメーカー』は、1999年10月23日に東映配給で公開された日本映画。主演は辺土名一茶（DA PUMP）。主演の妹役のオーディションが開催され、平愛梨がグランプリに選ばれてデビュー作となった。

## ストーリー
何をやっても中途半端な高校3年生のマサトは、暴走族・レッドヒートの麗香に自ら編集したテープのセンスを褒められたことから、音楽への興味を強くしていく。マサトは店長の姪である美希と一緒にアルバイトに夢中になるが、店の目の前に超大型のCDレンタル店がオープンしたことで、店は閉店の危機に追い込まれる。だが、マサトは店の地下室を利用して一夜だけのディスコ・イベントを開くというアイディアを思いつく。様々な困難を乗り越え、イベントを成功させるマサト。しかしその夜、病魔に蝕まれていた美希が息を引き取った。それから数年後、若くして音楽プロデューサーとなったマサトは、一大イベントを大会場で成功させる。

## キャスト
杉浦マサト
演 - 辺土名一茶（DA PUMP）
高校生。
重田美希
演 - 上原多香子（SPEED）
重田の姪。
小森敏和
演 - 袴田吉彦
マサトの親友。
杉浦勝美
演 - 梅宮辰夫（特別出演）
マサトの父。
杉浦芳江
演 - 富司純子（特別出演）
マサトの母。
重田
演 - 徳井優
レンタルレコードショップ「マジックランタン」の店長。
森真一
演 - 原田健二
マサトの友人。
小柳麗香
演 - 宮本真希
バイク集団「レッドヒート」のメンバー。
赤坂
演 - 唐渡亮
城ヶ崎
演 - 高島礼子（友情出演）
FMのディスクジョッキー。
山崎
演 - 柳葉敏郎（友情出演）
CDレンタルショップ「グローバルサウンド」の店長。
杉浦あい
演 - 平愛梨
マサトの妹。
五十嵐
演 - 宮良忍（DA PUMP）
石井
演 - 奥本健（DA PUMP）
山岸
演 - 玉城幸也（DA PUMP）
お天気キャスターの女性
演 - 沢詩奈々子（MAX）
女性客
演 - 今井絵理子（SPEED）
佐久本
演 - 小沢和義
平井
演 - 後藤光利
樋口
演 - 竹沢一馬
五十嵐
演 - 下元史朗
矢野
演 - 宮坂ひろし
前川
演 - 山本英治
大下
演 - 黒川忠文
土谷
演 - 山上勝飛
ローン会社社員
演 - 小柳友貴美
達也
演 - 坂井康浩
レッドヒートたち
演 - 加藤博史、小井塚登、木下大助、西雄介
PA機材店店長
演 - 野地将年
照明機材店店長
演 - 大西武志
スチールカメラマン
演 - 伊勢悟
警察官
演 - 田中研二

## スタッフ
- 監督：菅原浩志
- 製作総指揮：平哲夫
- 製作者：岡田裕介、児玉守弘、春日たかし
- プロデューサー：平野隆、林みのる
- 脚本：菅原浩志、犬童一心、小林弘利
- 企画：遠藤茂行、竹村幸男
- 撮影：林淳一郎
- 別班撮影：佐々木原保志、井上明夫
- ステディカム：佐光朗
- 音楽：佐橋俊彦
- 音楽プロデューサー：土屋純一
- 音楽監修：松浦勝人
- 助監督：野崎邦夫、小久保利己
- 製作：ライジングプロダクション、東映、東京放送

## 受賞
- 第24回報知映画賞
  - 助演女優賞 - 富司純子（『あ、春』『おもちゃ』と共に受賞）
- 第23回日本アカデミー賞
  - 新人俳優賞[2] - 辺土名一茶、上原多香子

## 主題歌
- 主題歌：DA PUMP 「We can't stop the music」（avex tune）

## サウンドトラック
- AVCT-10066 1999年11月3日発売